# Rivière Courtois
Rivière Courtois är ett vattendrag i Kanada.   Det ligger i provinsen Québec, i den östra delen av landet, 700 km nordost om huvudstaden Ottawa.
Omgivningarna runt Rivière Courtois är i huvudsak ett öppet busklandskap. Trakten runt Rivière Courtois är nära nog obefolkad, med mindre än två invånare per kvadratkilometer.